# 아베 마리아 (가수)
아베 마리아(일본어: 阿部 マリア, 1995년 11월 29일 ~ )는 일본의 아이돌이며, 여성 아이돌 그룹 전 AKB48 Team TP의 멤버이자 타이완의 유튜버이다.

## 내력
2010년
- 3월, 《AKB48 제7회 연구생 (10기생) 오디션》에 합격해, 연구생 후보가 된다.
- 6월 12일, 셀렉션 심사에 합격해, 연구생이 된다.

2011년
- 7월 23일, 《AKB48 콘서트 욧샤~이쿠조~! in 세이부 돔》의 2일째 공연에서 팀4로의 승격이 발표되었다[1][2].

2012년
- 3월 25일, 콘서트 《업무 연락. 부탁해, 카타야마 부장! in 사이타마 수퍼 아레나》의 3일째 공연에서 재팬 뮤직 엔터테인먼트로의 이적 타진이 있었던 것이 발표되었다[3][4]. 그 후, 정식으로 이적했다.
- 5월 23일 발매한 26th 싱글 〈한여름의 Sounds good !〉에 처음으로 선발 멤버가 된 것이, 3월 24일에 개최된 콘서트 《업무 연락. 부탁해, 카타야마 부장! in 사이타마 수퍼 아레나》의 2일째 공연에서 발표되었다[5][6].
- 8월 24일에 개최된 《AKB48 in TOKYO DOME ~1830m의 꿈~》 첫날 공연에서, 팀4의 해체에 따라 팀K로 이동하는 것이 발표되었다[7].
- 9월 18일에 개최된 《AKB48 29th 싱글 선발 가위바위보 대회》에서는 6위로, 선발이 되었다[8].
- 11월 1일, 팀K로 이동. 팀K 웨이팅 공연의 선발 멤버로서 신팀으로의 활동을 개시한다[9].

2013년
- 3월 23일, 패션 이벤트 〈Girls Award 2013 SPRING／SUMMER〉에서 런 웨이 데뷔. 마에다 아미 등과 함께, 시노다 마리코가 프로듀스하는 패션 브랜드 〈ricori〉의 모델을 맡는다[10].
- 7월 23일 발매의 여성 패션지 《Soup.》 9월호부터 동 잡지의 레귤러 모델을 맡는다[11].

2017년
- 9월 1일, 대만에서 행해진 TPE48 오디션 모집개시 발표 이벤트에 출연해, 동 그룹에 이적하는 것을 발표했다[12].
- 11월 30일에 행해진 《미네기시 팀K 「마지막 벨이 울려」 공연 아베 마리아를 보내는 회》를 기해, AKB48로서의 활동을 종료했다[13].

2019년
- 10월 19일, AKB48 Team TP를 졸업.

## 인물
- 반응이나 말과 행동이, 코모리 미카를 닮았다고 듣는 일이 많다[14].
- 좋아하는 음식은, 딸기 밀크.
- 패션 모델 지망. 목표는 야마다 유처럼 스테이지에 선 순간에 함성이 나오는 듯한 카리스마성이 있는 모델.

### AKB48 관련
- AKB의 오디션을 본 이유는, 모델이 되고 싶다고 어머니에게 이야기했는데 〈시노다(마리코) 상은 모델이고, AKB에서도 모델이 될 수 있지 않니〉라고 들은 것이 계기. 그 후, 그 시노다가 프로듀스한 브랜드의 모델로서 런 웨이 데뷔를 했다.
- 캐치프레이즈는, 〈아베 마리아라고 합니다. 잘 부탁드립니다.〉
- 친한 AKB48의 멤버는, 마에다 아미, 이리야마 안나, 나가오 마리야.

## AKB48에서의 참가곡

### 싱글 CD 선발곡
- 〈桜の木になろう 벚나무가 되자〉에 수록
  - 黄金センター / 황금 센터 - 팀 연구생 명의
- 〈Everyday、カチューシャ Everyday, 카츄샤〉에 수록
  - アンチ / 안티 - 팀 연구생 명의
- 〈風は吹いている 바람은 불고 있어〉에 수록
  - 君の背中 / 너의 등 - 언더 걸즈 명의
  - 蕾たち / 꽃봉오리들 - 팀4+연구생 명의
- 〈上からマリコ 위에서부터 마리코〉에 수록
  - 走れ!ペンギン / 달려라! 펭귄 - 팀4 명의
- 〈GIVE ME FIVE!〉에 수록
  - ユングやフロイトの場合 / 융이나 프로이트의 경우 - 스페셜 걸즈 C 명의
- 真夏のSounds good ! / 한여름의 Sounds good !
- 〈ギンガムチェック 깅엄 체크〉에 수록
  - あの日の風鈴 / 그 날의 풍경 - 웨이팅 걸즈 명의
- 〈UZA〉에 수록
  - スクラップ&ビルド / 스크랩&빌드 - 팀K 명의
- 永遠プレッシャー / 영원 프레셔
- 〈So long !〉에 수록
  - 夕陽マリー / 석양 매리 - 오오시마 팀K 명의
- さよならクロール / 안녕 크롤
  - How come ? - 팀K 명의
- 〈ハート・エレキ 하트 일렉트릭 기타〉에 수록
  - 細雪リグレット / 가루눈 리그렛 - 팀K 명의
- 鈴懸の木の道で「君の微笑みを夢に見る」と言ってしまったら僕たちの関係はどう変わってしまうのか、僕なりに何日か考えた上でのやや気恥ずかしい結論のようなもの / 플라타너스 나무가 서 있는 길에서 「네 미소가 꿈에 나왔어」라고 말해버린다면 우리들의 관계는 어떻게 변하는 걸까, 나 나름대로 며칠이고 생각해본 후의 조금 부끄러운 결론처럼
- 〈前しか向かねえ 앞 밖에 보지 않아〉에 수록
  - 君の嘘を知っていた / 네 거짓말을 알고 있었어 - Beauty Giraffes 명의
- 〈ラブラドール･レトリバー 래브라도 리트리버〉에 수록
  - 愛しきライバル / 사랑스러운 라이벌 - 팀K 명의
- 〈希望的リフレイン 희망적 리프레인〉에 수록
  - 初めてのドライブ / 첫 드라이브 - 팀K 명의

### 앨범 CD 선발곡
- 《ここにいたこと 여기에 있던 것》에 수록
  - High school days - 팀 연구생 명의
  - ここにいたこと / 여기에 있던 것 - AKB48+SKE48+SDN48+NMB48 명의
- 《1830m》에 수록
  - 直角Sunshine / 직각 Sunshine - 팀4 명의
  - 青空よ 寂しくないか? / 푸른 하늘이여 외롭지 않은가? - AKB48+SKE48+NMB48+HKT48 명의
- 《次の足跡 다음 발자국》에 수록
  - ぽんこつブルース / 퐁코츠 블루스
  - 共犯者 / 공범자 - 팀K 명의
- 《ここがロドスだ、ここで跳べ! 여기가 로도스다, 여기서 뛰어라!》에 수록
  - Conveyor - 팀K 명의

## 출연

### 드라마
- 마지스카 학원 2 (2011년 4월 15일 ~ 7월 1일, TV 도쿄) - 마리아 역
- 마지스카 학원 3 (2012년 7월 13일 ~ 10월 5일, TV 도쿄) - 테츠오 역

### 라디오
- AKB48의 올 나이트 닛폰 (2013년 11월 29일, 닛폰 방송)

## 서적

### 캘린더
- 아베 마리아 2012년 캘린더 (2011년 11월 19일, 하고로모)
- 탁상 아베 마리아 2013년 캘린더 (2012년 12월 7일, 하고로모)
- 탁상 아베 마리아 2014년 캘린더 (2013년 12월 6일, 하고로모)